# 李应期
李應期（？—1631年），字均饶，别號泰寰，山東兖州府沂州官籍。

## 生平
万历四十年（1612年）壬子科山東鄉試舉人，四十四年（1615年）丙辰科进士，吏部觀政，初任寧國府推官，四十五年丁憂歸。四十七年補浙江紹興府推官，天啓元年（1621年）本省同考，四年丁憂。服闋，起府推官，天启七年十二月，吏部考選，授福建道御史，巡视京城，除皇馬之害，崇禎元年（1628年）巡鹽山西河東，禱于漢寿亭侯祠，而赤牛患除。三年（1630年）巡按陕西，流寇猖獗，督臣議撫，應期主剿，崇禎四年以憂勞卒，祀鄉賢。
崇祯三年（1630）三月，起义军王子顺（王左挂）于宜川起事，苗美率部攻绥德。不久皆向朝廷投降。崇祯三年（1630）六月，延安知府张辇與都司艾穆率官军攻破绥德，八月，李应期至绥德，杀苗美。崇祯四年（1631），洪承畴在榆林安抚王子顺（王左挂）等人，李应期與总兵杜文焕设计，将王子顺等九十八人全部诛杀。

## 家族
曾祖李进，生员。祖父李维祖，生员。父李一名，生员。

## 延伸阅读
[在维基数据编辑]
 《明史卷二百九十》，出自《明史》